# 賈舘
賈舘（1527年—？），字子業，號介石，山東兖州府單縣人，軍籍，明朝政治人物。

## 生平
山東鄉試第十七名舉人。嘉靖四十四年（1565年）中式乙丑科會試第二百五十九名，三甲第二百七十三名進士。都察院观政，隆慶二年（1568年）八月授刑部主事，五年六月升员外，七月升郎中，六年二月升湖广佥事，万历五年（1577年）二月调陕西，八年正月致仕。

## 家族
曾祖賈端；祖父賈習；父賈天爵，贈主事；母朱氏，贈孺人。弟贾舒、贾祝。